# Mycetophila nigriventris
Mycetophila nigriventris är en tvåvingeart som beskrevs av Philippi 1865. Mycetophila nigriventris ingår i släktet Mycetophila och familjen svampmyggor. Inga underarter finns listade i Catalogue of Life.